# ICC Trophy 1979
De ICC Trophy werd in 1979 voor het eerst gehouden en de twee beste landen plaatsen zich voor het wereldkampioenschap cricket 1979. Vijftien landen namen deel. Net als het WK zelf werd het toernooi in Engeland gehouden. Drie dagen nadat de twee finalisten bekend waren, ging het WK met deze twee landen van start. Twee dagen voor de finale van het WK werd de finale om de ICC Trophy gespeeld. Sri Lanka won de titel.

## Deelnemende landen en opzet
In 1979 telde de ICC 17 leden naast de testnaties. De 17 landen mochten allemaal deelnemen maar Gibraltar, Hongkong en West Afrika deden dat niet. Daarop nodigde de ICC Wales uit om het deelnemersveld aan te vullen tot 15. 
De landen werden verdeeld over 3 groepen van 5. De drie groepswinnaars en de beste nummer twee gingen door naar de halve finale. De beste groepswinnaar speelde daarbij tegen de beste nummer twee. Een overwinning was goed voor vier punten, een gestaakte of afgezegde wedstrijd leverde twee punten op. Bij een gelijk aantal punten gaf het run rate de doorslag. De wedstrijden gingen over 60 overs.

## Wedstrijden

### Groepsfase
Groep A
| # | Team                | Gesp. | W | V | GR | AB | RR    | Ptn |
| - | ------------------- | ----- | - | - | -- | -- | ----- | --- |
| 1 | Bermuda             | 4     | 3 | 0 | 0  | 1  | 4.064 | 14  |
| 2 | Oost-Afrika         | 4     | 2 | 1 | 1  | 0  | 2.258 | 10  |
| 3 | Papoea-Nieuw-Guinea | 4     | 1 | 1 | 2  | 0  | 2.717 | 8   |
| 4 | Singapore           | 4     | 1 | 2 | 0  | 1  | 2.146 | 6   |
| 5 | Argentinië          | 4     | 0 | 3 | 1  | 0  | 2.261 | 2   |

| 22 mei 1979 Verslag | Argentinië 154/9 (60.0 overs) | v | Singapore 155/9 (59.2 overs) | Singapore wint met 1 wicket Pickwick Cricket Club Ground, Birmingham |
| 22 mei 1979 Verslag |                               |   |                              | Singapore wint met 1 wicket Pickwick Cricket Club Ground, Birmingham |
|                     |                               |   |                              |                                                                      |

| 22–23 mei 1979 Verslag | Papoea-Nieuw-Guinea 101/8 (40.2 overs) | v | Oost-Afrika | No result Fordhouses Cricket Club Ground, Wolverhampton |
| 22–23 mei 1979 Verslag |                                        |   |             | No result Fordhouses Cricket Club Ground, Wolverhampton |
|                        |                                        |   |             |                                                         |

| 24 mei 1979 Verslag | Argentinië 147 (59.2 overs) | v | Oost-Afrika 148/5 (53.2 overs) | Oost-Afrika wint met 5 wickets Bulls Head Ground, Coventry |
| 24 mei 1979 Verslag |                             |   |                                | Oost-Afrika wint met 5 wickets Bulls Head Ground, Coventry |
|                     |                             |   |                                |                                                            |

| 24 mei 1979 Verslag | Papoea-Nieuw-Guinea 90 (38.5 overs) | v | Bermuda 92/3 (23.2 overs) | Bermuda wint met 7 wickets Amblecote, Stourbridge |
| 24 mei 1979 Verslag |                                     |   |                           | Bermuda wint met 7 wickets Amblecote, Stourbridge |
|                     |                                     |   |                           |                                                   |

| 29–30 mei 1979 Verslag | Argentinië 86/4 (33.0 overs) | v | Papoea-Nieuw-Guinea | No result Banbury Cricket Club Ground, Banbury |
| 29–30 mei 1979 Verslag |                              |   |                     | No result Banbury Cricket Club Ground, Banbury |
|                        |                              |   |                     |                                                |

| 29–30 mei 1979 Verslag | Bermuda | v | Singapore | Wedstrijd vanwege weersomstandigheden niet gespeeld Fordhouses Cricket Club Ground, Wolverhampton |
| 29–30 mei 1979 Verslag |         |   |           | Wedstrijd vanwege weersomstandigheden niet gespeeld Fordhouses Cricket Club Ground, Wolverhampton |
|                        |         |   |           |                                                                                                   |

| 31 mei en 1 juni 1979 Verslag | Argentinië 81 (54.4 overs) | v | Bermuda 85/1 (15.5 overs) | Bermuda wint met 9 wickets Haden Hill Park, Sandwell |
| 31 mei en 1 juni 1979 Verslag |                            |   |                           | Bermuda wint met 9 wickets Haden Hill Park, Sandwell |
|                               |                            |   |                           |                                                      |

| 31 mei 1979 Verslag | Singapore 131/9 (60.0 overs) | v | Oost-Afrika 132/5 (52.2 overs) | Oost-Afrika wint met 5 wickets London Road, Shrewsbury |
| 31 mei 1979 Verslag |                              |   |                                | Oost-Afrika wint met 5 wickets London Road, Shrewsbury |
|                     |                              |   |                                |                                                        |

| 4 juni 1979 Verslag | Oost-Afrika 94/9 (60.0 overs) | v | Bermuda 100/1 (29.0 overs) | Bermuda wint met 9 wickets Bournville cricketstadion, Birmingham |
| 4 juni 1979 Verslag |                               |   |                            | Bermuda wint met 9 wickets Bournville cricketstadion, Birmingham |
|                     |                               |   |                            |                                                                  |

| 4 juni 1979 Verslag | Papoea-Nieuw-Guinea 174 (55.1 overs) | v | Singapore 87 (54.3 overs) | Papua New Guinea wint met 87 runs West Bromwich Dartmouth Cricket Club Ground, West Bromwich |
| 4 juni 1979 Verslag |                                      |   |                           | Papua New Guinea wint met 87 runs West Bromwich Dartmouth Cricket Club Ground, West Bromwich |
|                     |                                      |   |                           |                                                                                              |

Groep B
| # | Team       | Gesp. | W | V | GR | AB | RR    | Ptn |
| - | ---------- | ----- | - | - | -- | -- | ----- | --- |
| 1 | Denemarken | 4     | 4 | 0 | 0  | 0  | 2.742 | 16  |
| 2 | Canada     | 4     | 3 | 1 | 0  | 0  | 3.092 | 12  |
| 3 | Bangladesh | 4     | 2 | 2 | 0  | 0  | 2.654 | 8   |
| 4 | Fiji       | 4     | 0 | 3 | 0  | 1  | 2.626 | 2   |
| 5 | Maleisië   | 4     | 0 | 3 | 0  | 1  | 2.558 | 2   |

| 22–23 mei 1979 Verslag | Canada 185 (59.3 overs) | v | Maleisië 141 (52.3 overs) | Canada wint met 44 runs Warwick Cricket Club, Warwick |
| 22–23 mei 1979 Verslag |                         |   |                           | Canada wint met 44 runs Warwick Cricket Club, Warwick |
|                        |                         |   |                           |                                                       |

| 22 mei 1979 Verslag | Fiji 89 (33.5 overs) | v | Denemarken 93/2 (35.1 overs) | Denmark wint met 8 wickets Orleton Park, Wellington |
| 22 mei 1979 Verslag |                      |   |                              | Denmark wint met 8 wickets Orleton Park, Wellington |
|                     |                      |   |                              |                                                     |

| 24 mei 1979 Verslag | Bangladesh 103 (43.0 overs) | v | Fiji 81 (35.2 overs) | Bangladesh wint met 22 runs Water Orton Cricket Club Ground, Water Orton |
| 24 mei 1979 Verslag |                             |   |                      | Bangladesh wint met 22 runs Water Orton Cricket Club Ground, Water Orton |
|                     |                             |   |                      |                                                                          |

| 24 mei 1979 Verslag | Maleisië 150 (60.0 overs) | v | Denemarken 151/3 (40.0 overs) | Denmark wint met 7 wickets Chester Road North Ground, Kidderminster |
| 24 mei 1979 Verslag |                           |   |                               | Denmark wint met 7 wickets Chester Road North Ground, Kidderminster |
|                     |                           |   |                               |                                                                     |

| 29 mei 1979 Verslag | Canada 190/9 (60.0 overs) | v | Bangladesh 141 (50.3 overs) | Canada wint met 49 runs Lichfield Cricket Club Ground, Lichfield |
| 29 mei 1979 Verslag |                           |   |                             | Canada wint met 49 runs Lichfield Cricket Club Ground, Lichfield |
|                     |                           |   |                             |                                                                  |

| 29–30 mei 1979 Verslag | Fiji | v | Maleisië | Wedstrijd afgezegd zonder dat een bal is gebowld Kenilworth Wardens Cricket Club, Kenilworth |
| 29–30 mei 1979 Verslag |      |   |          | Wedstrijd afgezegd zonder dat een bal is gebowld Kenilworth Wardens Cricket Club, Kenilworth |
|                        |      |   |          |                                                                                              |

| 31 mei - 1 juni 1979 Verslag | Maleisië 114 (45.5 overs) | v | Bangladesh 115/3 (41.2 overs) | Bangladesh wint met 7 wickets Gorway Ground, Walsall |
| 31 mei - 1 juni 1979 Verslag |                           |   |                               | Bangladesh wint met 7 wickets Gorway Ground, Walsall |
|                              |                           |   |                               |                                                      |

| 31 mei - 1 juni 1979 Verslag | Denemarken 118 (57.0 overs) | v | Canada 72 (32.4 overs) | Denmark wint met 46 runs Knowle en Dorridge Cricket Club Ground, Knowle |
| 31 mei - 1 juni 1979 Verslag |                             |   |                        | Denmark wint met 46 runs Knowle en Dorridge Cricket Club Ground, Knowle |
|                              |                             |   |                        |                                                                         |

| 4 juni 1979 Verslag | Denemarken 165/8 (60.0 overs) | v | Bangladesh 155 (58.5 overs) | Denmark wint met 10 runs Kings Heath Cricket Club Ground, Birmingham |
| 4 juni 1979 Verslag |                               |   |                             | Denmark wint met 10 runs Kings Heath Cricket Club Ground, Birmingham |
|                     |                               |   |                             |                                                                      |

| 4 juni 1979 Verslag | Canada 209/6 (60.0 overs) | v | Fiji 153 (53.5 overs) | Canada wint met 56 runs Solihull Cricket Club Ground, Solihull |
| 4 juni 1979 Verslag |                           |   |                       | Canada wint met 56 runs Solihull Cricket Club Ground, Solihull |
|                     |                           |   |                       |                                                                |

Groep C
| # | Team             | Gesp. | W | V | GR | AB | RR    | Ptn |
| - | ---------------- | ----- | - | - | -- | -- | ----- | --- |
| 1 | Sri Lanka        | 4     | 2 | 1 | 0  | 1  | 3.820 | 10  |
| 2 | Wales            | 4     | 2 | 1 | 0  | 1  | 3.277 | 10  |
| 3 | Verenigde Staten | 4     | 2 | 1 | 0  | 1  | 3.022 | 10  |
| 4 | Nederland        | 4     | 1 | 2 | 0  | 1  | 2.726 | 6   |
| 5 | Israël           | 4     | 1 | 3 | 0  | 0  | 2.110 | 4   |

| 22 mei 1979 Verslag | Verenigde Staten 126 (49.1 overs) | v | Israël 85 (46.0 overs) | United States wint met 41 runs Blossomfield Cricket Club, Solihull |
| 22 mei 1979 Verslag |                                   |   |                        | United States wint met 41 runs Blossomfield Cricket Club, Solihull |
|                     |                                   |   |                        |                                                                    |

| 22–23 mei 1979 Verslag | Wales 170/7 (60.0 overs) | v | Nederland 59/2 (30.0 overs) | Wales wint met 26 runs (revised target) Enville |
| 22–23 mei 1979 Verslag |                          |   |                             | Wales wint met 26 runs (revised target) Enville |
|                        |                          |   |                             |                                                 |

| 24 mei 1979 Verslag | Israël 105 (51.5 overs) | v | Nederland 107/2 (32.1 overs) | Nederland wint met 8 wickets Banbury XX Cricket Club, Banbury |
| 24 mei 1979 Verslag |                         |   |                              | Nederland wint met 8 wickets Banbury XX Cricket Club, Banbury |
|                     |                         |   |                              |                                                               |

| 24 mei 1979 Verslag | Verenigde Staten 168 (56.3 overs) | v | Sri Lanka 170/4 (40.0 overs) | Sri Lanka wint met 6 wickets Saints Ground, Northampton |
| 24 mei 1979 Verslag |                                   |   |                              | Sri Lanka wint met 6 wickets Saints Ground, Northampton |
|                     |                                   |   |                              |                                                         |

| mei 29–30 ,1979 Verslag | Sri Lanka | v | Wales | Wedstrijd afgezegd zonder dat een bal is gebowld Leicester Road, Hinckley |
| mei 29–30 ,1979 Verslag |           |   |       | Wedstrijd afgezegd zonder dat een bal is gebowld Leicester Road, Hinckley |
|                         |           |   |       |                                                                           |

| 29–30 mei 1979 Verslag | Nederland | v | Verenigde Staten | Wedstrijd vanwege de weersomstandigheden niet gespeeld Leamington Cricket Club Ground, Leamington Spa |
| 29–30 mei 1979 Verslag |           |   |                  | Wedstrijd vanwege de weersomstandigheden niet gespeeld Leamington Cricket Club Ground, Leamington Spa |
|                        |           |   |                  | |

| 1 juni 1979 Verslag | Wales 234/5 (60.0 overs) | v | Israël 143/9 (60.0 overs) | Wales wint met 91 runs Astwood Bank Cricket Club Ground, Redditch |
| 1 juni 1979 Verslag |                          |   |                           | Wales wint met 91 runs Astwood Bank Cricket Club Ground, Redditch |
|                     |                          |   |                           |                                                                   |

| 1 juni 1979 Verslag | Sri Lanka 212/8 (60.0 overs) | v | Nederland 167/8 (60.0 overs) | Sri Lanka wint met 45 runs Moseley Cricket Club Ground, Birmingham |
| 1 juni 1979 Verslag |                              |   |                              | Sri Lanka wint met 45 runs Moseley Cricket Club Ground, Birmingham |
|                     |                              |   |                              |                                                                    |

| 4 juni 1979 Verslag | Verenigde Staten 190 (54.3 overs) | v | Wales 182 (58.5 overs) | United States wint met 8 runs Olton en West Warwickshire Cricket Club, Solihull |
| 4 juni 1979 Verslag |                                   |   |                        | United States wint met 8 runs Olton en West Warwickshire Cricket Club, Solihull |
|                     |                                   |   |                        |                                                                                 |

| 4 juni 1979 Verslag | Israël | v | Sri Lanka | Israel wint via een walk-over Kenilworth Cricket Club Ground, Kenilworth |
| 4 juni 1979 Verslag |        |   |           | Israel wint via een walk-over Kenilworth Cricket Club Ground, Kenilworth |
|                     |        |   |           |                                                                          |

Sri Lanka weigerde om politieke redenen te spelen tegen Israël.

### Halve finale
| 6 juni 1979 Verslag | Sri Lanka 318/8 (60 overs) | v | Denemarken 110 (42.5 over) | Sri Lanka wint met 208 runs Allied Breweries Ground, Burton-on-Trent |
| 6 juni 1979 Verslag |                            |   |                            | Sri Lanka wint met 208 runs Allied Breweries Ground, Burton-on-Trent |
|                     |                            |   |                            |                                                                      |

| 6 juni 1979 Verslag | Bermuda 181 (58.1 overs) | v | Canada 186/6 (57.5 overs) | Canada wint met 4 wickets Mitchells en Butlers' Ground, Birmingham |
| 6 juni 1979 Verslag |                          |   |                           | Canada wint met 4 wickets Mitchells en Butlers' Ground, Birmingham |
|                     |                          |   |                           |                                                                    |

### Finale
| 21 juni 1979 Verslag | Sri Lanka 324/8 (60 overs) | v | Canada 264/5 (60 overs) | Sri Lanka wint met 60 runs New Road, Worcester |
| 21 juni 1979 Verslag |                            |   |                         | Sri Lanka wint met 60 runs New Road, Worcester |
|                      |                            |   |                         |                                                |